# 닙턱
《닙턱》(영어: Nip/Tuck)은 2003년부터 2010년까지 FX에서 총 6 시즌 방영된 의학 드라마 텔레비전 시리즈이다.
2005년 제62회 골든 글로브상 텔레비전 드라마 시리즈 작품상을 수상하였다.

## 개요
대학 시절부터 절친 사이인 숀 맥너마라와 크리스천 트로이가 함께 마이애미(후에는 베벌리힐스)에서 최첨단 의술을 제공하며 논란이 많은 성형외과 병원 "맥너마라/트로이"를 운영하는 이야기이다. 다채로운 환자들이 등장하는 가운데 여성 편력이 심한 크리스천의 연애사와 숀의 가정 이야기가 곁들여진다.

## 출연
- 딜런 월시 - 숀 맥너마라 역
- 줄리언 맥맨 - 크리스천 트로이 역
- 존 헨슬리 - 맷 맥너마라 역
- 조엘리 리처드슨 - 줄리아 맥너마라 역